# 8477 Andrejkiselev
8477 Andrejkiselev (1986 RF7) là một tiểu hành tinh vành đai chính được phát hiện ngày 6 tháng 9 năm 1986 bởi L. V. Zhuravleva ở Đài vật lý thiên văn Crimean.